# Eccellenza 1995-1996
Il campionato italiano di calcio di Eccellenza regionale 1995-1996 è stato il quinto organizzato in Italia. Rappresenta il sesto livello del calcio italiano.
Il campionato è strutturato su vari gironi all'italiana su base regionale. Sono ammesse al  Campionato Nazionale Dilettanti le vincenti dei rispettivi campionati regionali più le sette migliori squadre risultanti dai play-off a cui accedono le squadre designate dai vari Comitati Regionali a seguito dei propri regolamenti.
Da questa stagione anche l'Eccellenza adotta la regola dei 3 punti a vittoria.

## Campionati
- Eccellenza Abruzzo 1995-1996
- Eccellenza Basilicata 1995-1996
- Eccellenza Calabria 1995-1996
- Eccellenza Campania 1995-1996
- Eccellenza Emilia-Romagna 1995-1996
- Eccellenza Friuli-Venezia Giulia 1995-1996
- Eccellenza Lazio 1995-1996
- Eccellenza Liguria 1995-1996
- Eccellenza Lombardia 1995-1996
- Eccellenza Marche 1995-1996
- Eccellenza Molise 1995-1996
- Eccellenza Piemonte-Valle d'Aosta 1995-1996
- Eccellenza Puglia 1995-1996
- Eccellenza Sardegna 1995-1996
- Eccellenza Sicilia 1995-1996
- Eccellenza Toscana 1995-1996
- Eccellenza Trentino-Alto Adige 1995-1996
- Eccellenza Umbria 1995-1996
- Eccellenza Veneto 1995-1996

## Quadro riepilogativo nazionale
| Regione/Girone        | Sqr  | 1ª classificata e promossa nel C.N.D. | Altre promozioni nel C.N.D. | 2ª classificata        | Vincente Coppa                |
| --------------------- | ---- | ------------------------------------- | --------------------------- | ---------------------- | ----------------------------- |
| Abruzzo               | 18   | Ortona                                | -                           | Celano Olimpia         | Celano Olimpia                |
| Basilicata            | 16   | Sporting Villa d'Agri                 | -                           | Ferrandina             | Angelo Cristofaro             |
| Calabria              | 16   | Cirò Krimisa                          | Corigliano Schiavonea Locri | Corigliano Schiavonea  | Locri                         |
| Campania gir.A        | 16   | Arzanese                              | Sanità Napoli               | Sanità Napoli          | Angri                         |
| Campania gir.B        | 16   | Ebolitana                             | -                           | Atripalda              | Angri                         |
| Emilia-Romagna gir.A  | 16   | Virtus Pavullese                      | -                           | Casalese               | BoCa                          |
| Emilia-Romagna gir.B  | 16   | BoCa                                  | -                           | Santarcangelo          | BoCa                          |
| Friuli-Venezia Giulia | 16   | Cormonese                             | Pordenone                   | Pordenone              | Porcia                        |
| Lazio gir.A           | 16   | Fiumicino                             | -                           | Fortitudo Nepi         | Anziolavinio                  |
| Lazio gir.B           | 16   | Terracina                             | Pro Cisterna                | Pro Cisterna           | Anziolavinio                  |
| Liguria               | 16   | Sanremese                             | Imperia                     | Imperia                | Sanremese                     |
| Lombardia gir.A       | 16   | Oggiono                               | -                           | Olginatese             | Olginatese                    |
| Lombardia gir.B       | 16   | Clusone                               | TecnoLeno                   | TecnoLeno              | Olginatese                    |
| Lombardia gir.C       | 16   | Trevigliese                           | -                           | Oltrepo                | Olginatese                    |
| Marche                | 16   | Lucrezia                              | Montegranaro                | Montegranaro           | Truentina                     |
| Molise                | 16   | Frenter Larino                        | -                           | San Giacomo Interamnia | Frenter Larino                |
| Piemonte gir.A        | 16   | Verbania                              | -                           | Oleggio                | Alpignano                     |
| Piemonte gir.B        | 16   | Fossanese                             | Casale                      | Casale                 | Alpignano                     |
| Puglia                | 16   | Martina                               | -                           | Barletta               | Noicattaro                    |
| Sardegna              | 16   | Atletico Sirio                        | -                           | Iglesias               | Atletico Sirio                |
| Sicilia gir.A         | 18   | Orlandina                             | Patti                       | Patti                  | Vittoria                      |
| Sicilia gir.B         | 18   | Peloro                                | -                           | Vittoria               | Vittoria                      |
| Toscana gir.A         | 16   | Pietrasanta                           | Aglianese                   | Aglianese              | Fortis Juventus               |
| Toscana gir.B         | 16   | Barberino di Mugello                  | Fortis Juventus             | Sansovino              | Fortis Juventus               |
| Trentino-Alto Adige   | 16   | Arco                                  | -                           | Mezzocorona            | Rovereto                      |
| Umbria                | 16   | Ellera                                | Foligno                     | Foligno                | San Sisto                     |
| Veneto gir.A          | 16   | Giorgianna                            | Rovigo                      | Rovigo                 | Ponte Salgareda               |
| Veneto gir.B          | 16   | Portogruaro                           | -                           | Edo Mestre             | Ponte Salgareda               |
|                       | Tot. |                                       |                             |                        | Vincente Fase nazionale coppa |
| 28 gironi             | 454  |                                       |                             |                        | Fortis Juventus               |

## Play-off nazionali

### Primo Turno
| Squadra 1                       | Totale    | Squadra 2                         | Andata | Ritorno |
| ------------------------------- | --------- | --------------------------------- | ------ | ------- |
| Piemonte A Oleggio              | 0 - 1     | Piemonte B Casale                 | 0 - 1  | 0 - 0   |
| Lombardia A Olginatese          | 1 - 5     | Liguria Imperia                   | 1 - 2  | 0 - 3   |
| Lombardia B Tecnoleno           | 4 - 0     | Lombardia C Oltrepo               | 2 - 0  | 2 - 0   |
| Veneto A Rovigo                 | 3 - 0     | Veneto B Edo Mestre               | 3 - 0  | 0 - 0   |
| Friuli-Venezia Giulia Pordenone | 6 - 2     | Trentino A.A. Mezzocorona         | 3 - 0  | 3 - 2   |
| Emilia-Romagna A Casalese       | 2 - 1     | Emilia-Romagna B Santarcangiolese | 1 - 1  | 1 - 0   |
| Toscana A Aglianese             | 4 - 1     | Toscana B Sansovino               | 1 - 1  | 3 - 1   |
| Marche Montegranaro             | 4 - 4 gfc | Abruzzo Celano                    | 2 - 1  | 2 - 3   |
| Umbria Foligno                  | 4 - 2     | Sardegna Iglesias                 | 4 - 1  | 0 - 1   |
| Lazio A Fortitudo Nepi          | 0 - 4     | Lazio B Pro Cisterna              | 0 - 2  | 0 - 2   |
| Campania A Sanità Napoli        | 3 - 1     | Campania B Atripalda              | 2 - 1  | 1 - 0   |
| Basilicata Ferrandina           | 1 - 1 gfc | Molise San Giacomo Interamnia     | 1 - 1  | 0 - 0   |
| Calabria Corigliano             | 2 - 1     | Puglia Barletta                   | 2 - 1  | 0 - 0   |
| Sicilia A Patti                 | 2 - 1     | Sicilia B Vittoria                | 2 - 1  | 0 - 0   |

### Secondo Turno
- Le vincenti sono promosse nel Campionato Nazionale Dilettanti 1996-1997

| Squadra 1             | Totale          | Squadra 2                       | Andata | Ritorno |
| --------------------- | --------------- | ------------------------------- | ------ | ------- |
| Piemonte B Casale     | 1 - 0           | Liguria Imperia                 | 1 - 0  | 0 - 0   |
| Lombardia B Tecnoleno | 4 - 3           | Emilia-Romagna A Casalese       | 2 - 2  | 2 - 1   |
| Veneto A Rovigo       | 1 - 1 (3-4 dcr) | Friuli-Venezia Giulia Pordenone | 1 - 0  | 0 - 1   |
| Toscana A Aglianese   | 3 - 3 gfc       | Umbria Foligno                  | 1 - 0  | 2 - 3   |
| Marche Montegranaro   | 0 - 2           | Campania A Sanità Napoli        | 0 - 0  | 0 - 2   |
| Lazio B Pro Cisterna  | 0 - 0 (4-5 dcr) | Sicilia A Patti                 | 0 - 0  | 0 - 0   |
| Calabria Corigliano   | 0 - 1           | Molise San Giacomo Interamnia   | 0 - 0  | 0 - 1   |